# Schronisko Turystyczne „Okrąglik” w Cisnej
Schronisko Turystyczne „Okrąglik” w Cisnej – prywatne, całoroczne schronisko turystyczne, położone w Cisnej w Bieszczadach Zachodnich, na wysokości około 550 m n.p.m.
Schronisko mieści się w jednopiętrowym, murowanym budynku w centrum miejscowości. Obiekt oferuje 50 miejsc noclegowych w pokojach 2-4 osobowych, W budynku mieści się bar, na zamówienie oferowane jest wyżywienie dla grup. Przy budynku znajduje się parking.

## Dane adresowe
38-607 Cisna 47

## Piesze szlaki turystyczne
- Główny Szlak Beskidzki na odcinku: Smerek – Okrąglik – Jasło – Cisna – Bacówka PTTK „Pod Honem” – Hon – Wołosań
- Cisna – Liszna – Roztoki Górne – Przełęcz nad Roztokami Górnymi